# Szangak Szafarov
Szangak Murodovics Szafarov ragadványnevén Boboj Szangak (tádzsik nyelven Сангак Муродович Сафаров) (Dangʻara, 1928. január 1. – Kulob, 1993. március 29.) tádzsik hadúr, a Tádzsik Népi Front alapítója, a tádzsik polgárháború egyik kulcsfigurája, alvilági személy.

## Korai évei
Szafarov Kulob tartományban született, az akkor még kis falunak számító Dangʻarában, mely mára várossá fejlődött. A térség akkoriban a Tádzsik Autonóm Szovjet Szocialista Köztársaság részét képezte, amely az Üzbég Szovjet Szocialista Köztársaságnak volt alárendelve.
Gyermekkora tragédiákkal volt terhes: apját 1935-ben felakasztották, idősebb bátyja 1939-ben kivégzőosztag előtt végezte. Ifjúévei súlyos nélkülözésben teltek, két öccse éhen is halt. 1951-ben 23 éves korában autólopásért egy év börtönt kapott. 1957-ben ismét elítélték, mert halálra gázolt egy gyalogost. Börtönbüntetése letöltése után csaposként dolgozott Dusanbéban. 1964-ben megölt egy csecsen nemzetiségű zsarolót, amelyért csaknem másfél évtizedig ült. Összesen mintegy 23 évet töltött rácsok mögött.

## Polgárháborús karrierje
Szafarov már a polgárháború kitörésekor részt vett a harcokban és nyomban a kulobiak vezére lett. A tádzsikisztáni szervezett bűnözői csoportok ugyanis aktívan kivették részüket a polgárháborúból. Szafarov ki is jelentette, hogy addig nem hagynak fel a fegyveres küzdelemmel, amíg az ellenzéki egységkormány le nem mond. Szafarov milíciája ráadásul a Szpecnaztól és az orosz hírszerzéstől is jelentős támogatást kapott Dusanbéból, mivel erősen iszlamista hátterű fegyveres csoportok ellen viselt háborút. Csapatai 1992 októberében átmenetileg a fővárost is megszállták. A harcokban legyőzte az ellenzékiek fegyvereseit, kiűzte Kulobból az oda betelepült kelet-tadzsikisztáni (badahsáni) kisebbségek milíciáit és szövetségre lépett az üzbég kisebbséggel is. 1992 novemberében emberei gyilkolták meg Kadreddin Aszlonov volt tádzsik pártfőtitkárt.
1993 tavaszán aktívan részt vett menekültek visszatelepítésében Kurgonteppára (ma Bohtar).
Szafarov hadúrként szinte korlátlanul ellenőrizte az általa uralt nyugat-tádzsikisztáni területeket. Milíciájából Tádzsik Népi Front néven párt szerveződött, mely a Rahmon-kabinet kezdetén a belügyminisztériumnak lett alárendelve. Jelentős hatalma azonban aggodalommal töltötte el az új kormányzatot, mivel Szafarov nem minden esetben akarta alávetni magát a központi vezetésnek (igaz volt ez más szövetséges hadurakra is).

## Halála
Szafarov helyettesével, Faizali Szaidovval Kulobban tartózkodott, amikor fegyveres összecsapás tört ki egy háznál, ahol Afganisztánba menekült tádzsikok sorsáról döntöttek volna és mindketten meghaltak. A kormány hivatalos álláspontja szerint Szaidov lelőtte Szafarovot, vele pedig Szafarov egyik testőre végzett. Erősen tartja magát az a feltételezés, hogy Rahmon és kormánya állt a gyilkosság mögött, mert félre akarták állítani Szafarovot és az ugyancsak jelentős hatalommal bíró helyettesét, akiknek tudtán kívül a kormány elrendelte a szükségállapotot is.
Tádzsikisztán kormánypárti részéről óriási tisztelet övezte már ekkoriban is Szafarovot, ezért március 31-én országos gyásznapot rendeltek el. Temetésére Kulobban került sor, amelyen részt vett Rahmon és a miniszterelnök Abdulmalik Abdulladzsanov is.

## Emléke
Hívei vezér-nek (oroszul Вождь) tekintették olyan értelemben, miként annak idején Sztálint. Vélemények szerint Szafarov valóban megfelelt tádzsik Sztálin-nak az általa elkövetett háborús és emberiesség elleni bűncselekmények miatt. Timur Kljicsev tádzsik ellenzéki újságíró szerint Szafarov egyik alkalommal egy teljes falu lakosságát mészárolta le, a nőket pedig szolgasorba vetette. A badahsániak is a honfitársaik ellen elkövetett bűnök miatt, mint gyilkosra és bűnözőre tekintenek rá.
A tádzsikok másik része természetesen hősnek tartja. Egy időben a katonai főiskola is az ő nevét viselte (2002-ben megváltoztatták az intézmény nevét).

## Magánélete
Első házasságát egy Tonja nevű, oszét nemzetiségű nővel kötötte, akitől egy fia, Igor született (a családban Rusztam volt a neve). 1978-ban, ötvenéves korában, mikor feltételesen szabadult a börtönből, egy 17 éves tádzsik lánnyal kötött házasságot, akitől négy fia és négy lánya született. Tonjától elvált ugyan, de a volt feleségnek és fiának Szafarovval és annak új asszonyával valamint gyermekeivel továbbra is jó volt a kapcsolata. 1992-ben Szafarov harmadjára is megnősült (ekkor már az iszlám által megszabottak szerint második feleséget vett magához) egy Mehri nevű ápolónő személyében, aki a betegeskedő, idős férfit gyakran gondozta.
2014-ben lánya, Guljahon (második házasságából származó első gyermeke) egy orosz portálnak nyilatkozott apjáról. Szerinte apja a családi környezetben, a börtönben eltöltött hosszú évek ellenére sem volt durva, sőt ódzkodott attól, hogy szeretteivel szemben alkalmazzon erőszakot. Apja fiúsan bánt vele, ennek ellenére nagyon szerette (mindegyik gyermek közül őt a legjobban). Guljahon egyébként a mai napig nem hisz a kormány azon álláspontjának, hogy apja haláláért Szaidov lett volna a felelős, mert közte és Szafarov között mindig is nagyon bensőséges viszony állt fenn.
Utódait Tádzsikisztánban ma nagy megbecsülés övezi.